# ایکوزانوئید

مسیرهای بیوسنتز ایکوزانوئیدها از آراشیدونیک اسید: there are parallel paths from EPA & DGLA.

ایکوزانوئیدها از اکسیداسیون اسیدهای چرب ۲۰ کربنه غیر اشباع تشکیل می‌شوند. این مواد یک خانواده از پیام‌رسانهای بیولوژیکی هستند که در زمان کوتاه در سلول‌های نزدیک بافتی که آن‌ها را تولید کرده‌است اثر می‌کنند و به ویژه در ایمنی و التهاب نقش دارند.

## ساخت
ایکوزانوئیدها در سلولها ذخیره نمی‌شوند بلکه در موارد نیاز بسرعت از اسیدهای چرب غشای سلول یا غشای هسته تولید می‌شوند. این مولکولها یا از اسیدهای چرب امگا ۳ یا امگا ۶ تولید می‌شوند. اکسیداسیون این اسیدهای چرب توسط دو گروه آنزیم سیکلواکسیژناز (COX) یا لیپواکسیژناز (LOX) انجام می‌شود.

## تقسیم بندی
ایکوزانوئیدها را می‌توان به صورت عمده به دو گروه دسته‌بندی کرد: پروستانوئیدها و لکوترینها
- پروستانوئیدها: پروستاگلاندینها و ترمبوکسان ؛ پروستاگلاندینها مانند PGE1 ، PGF2α و PGI2 به‌وسیله راه سیکلواکسیژناز تشکیل می‌شوند. در این ترکیبات کربنهای ۱۸،۲۰، ۲۲ اکسیژنه شده‌اند.
- لکوترینها، لیپوکسیلینها، هیپوکسیلینها Hepoxilins و اسیدهای چرب مونوهیدروکسی که به‌وسیله راه لیپوکسیژناز تشکیل می‌شوند

برخی از سایر انواع ایکوزانوئیدها عبارتند از
- اپوکسی و دی‌هیدروکسی فتی اسیدهای تشکیل شده به‌وسیله سیتوکروم پی ۴۵۰.
- ایزوپروستان ها، ایزولکوترین‌ها و اسیدهای چرب پراکسید شده دیگر که به‌وسیله روش‌های غیر آنزیمی تشکیل می‌شوند.

## عملکرد
| PGD2                                                                            | Promotion of sleep                                                         | TXA2          | Stimulation of platelet aggregation; vasoconstriction |
| PGE2                                                                            | Smooth muscle contraction; inducing pain, heat, fever; bronchoconstriction | 15d-PGJ2      | تمایز آدیپوسیت                                        |
| PGF2α                                                                           | انقباض رحم هنگام زایمان                                                    | LTB4          | کموتاکسی لکوسیتها                                     |
| PGI2پروستاسیکلین                                                                | Inhibition of platelet aggregation; vasodilation; embryo implantation      | Cysteinyl-LTs | Anaphylaxis; bronchial smooth muscle contraction.     |
| †Shown eicosanoids are AA-derived; in general, EPA-derived have weaker activity |                                                                            |               |                                                       |